# Topeka (film)
Topeka è un film del 1953 diretto da Thomas Carr.
È un western statunitense con Bill Elliott.

## Produzione
Il film, diretto da Thomas Carr su una sceneggiatura di Milton Raison, fu prodotto da Vincent M. Fennelly per la Westwood Productions e girato nel ranch di Corriganville a Simi Valley, California. Il titolo di lavorazione fu  Captive City.

## Distribuzione
Il film fu distribuito negli Stati Uniti dal 9 agosto 1953 al cinema dalla Allied Artists Pictures.
Altre distribuzioni:
- in Germania Ovest nel novembre del 1955 (Topeka)

## Promozione
Le tagline sono:
- HE TOOK TOPEKA'S BLAZING BEST...BLOCK BY BLOCK!
- A TRAIL OF GUNSMOKE DREW HIM TO TOPEKA!,,,and its toughest gunfighters rode out to meet him!
- Tough steel-nerved fighting man...roaring across the Kansas plains...to end the era of